# Les ulleres
Les ulleres (The Spectacles, en l'original) és un conte humorístic d'Edgar Allan Poe, publicat per primera vegada en el diari Dollar Newspaper, al maig de 1844.

## Argument
Un jove d'ascendència francesa rep una quantiosa herència que li permet alternar en l'alta societat de Nova York. Una nit, en l'òpera, s'enamora perdudament d'una elegant dama que ha albirat de lluny. Fent ús de tots els seus ardits, en poc de temps aconsegueix enamorar-la i casar-se amb ella. Però la nit de noces li donarà una enorme sorpresa quan descobreix que en realitat la seua esposa és en realitat la seua rebesàvia que li ha gastat una broma.